# 질의 응답
정보 검색에서 질문 응답(Question answering)이란 사용자로부터 받은 특정한 종류의 정보에 대한 질문을 자연어로 받아들여 해답을 주는 컴퓨터 소프트웨어이다.
해답은 문장이나 질문에 대한 직접적 답이 대부분이다. 검색 엔진을 이용하거나 백과사전 등을 이용하거나 다양한 데이터베이스를 바탕으로 검색한다.
기본적인 처리 흐름은 아래와 같다.
- 질문 분석 (질문을 단어나 마디 등, 검색 엔진의 query로 변환)
- 검색 엔진 (여기에서는 AND 검색 등의 query를 던지는 것이 많다)
- 엄선 (취득한 문장으로부터 해답 부분을 추출)
- 결과 표시 (해답을 검색 엔진이 매긴 점수에 따른 순서로 바꿔 표시)

질문 응답은 정보 검색, 정보 추출, 자연어 처리 등 다수 분야에 걸치는 기술이 이용되고 있다.